# 고속전함
고속전함(高速戰艦)은 고속으로 항해할 수 있는 전함을 말한다. 순양전함과 달리, 무장은 물론 방호력에서도 전함에게 뒤지지 않기 때문에 매우 우수한 성능을 가진 전함이라고 할 수 있다. 고속전함은 제1차 세계대전이 끝난 후 출현하기 시작했으며 제2차 세계대전에서는 각국 해군의 주력으로 활약하였다. 그러나 항공모함의 성능이 강화되어 전함이 사장되면서 고속전함 역시 사장되었다.